# Виссельхёведе

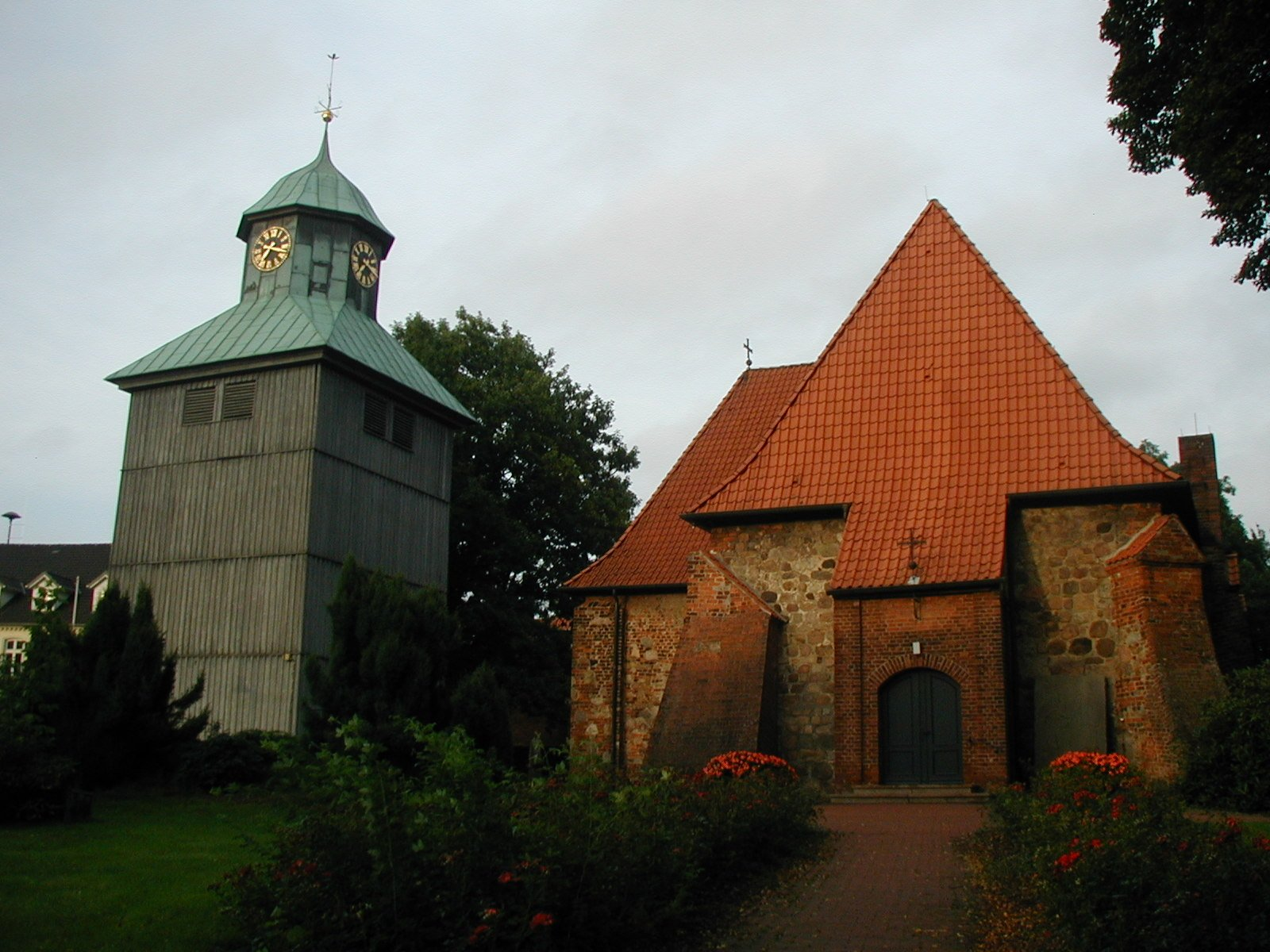
Виссельхёведе

Виссельхёведе (нем. Visselhövede) — город в Германии, в земле Нижняя Саксония.
Входит в состав района Ротенбург-на-Вюмме. Население составляет 10 260 человек (на 31 декабря 2010 года). Занимает площадь 158,85 км². Официальный код — 03 3 57 051.